# Première circonscription des Alpes-Maritimes
La première circonscription des Alpes-Maritimes est l'une des neuf circonscriptions législatives que compte le département français des Alpes-Maritimes (06), situé en région Provence-Alpes-Côte d'Azur.
Elle est représentée à l'Assemblée nationale, lors de la XVIIe législature de la Cinquième République, par Éric Ciotti, député de l'Union des droites pour la République (UDR). Elle correspond actuellement à la partie sud-est et sud-centre de la ville de Nice, englobant une grande partie du centre-ville.

## Description géographique

### Historique

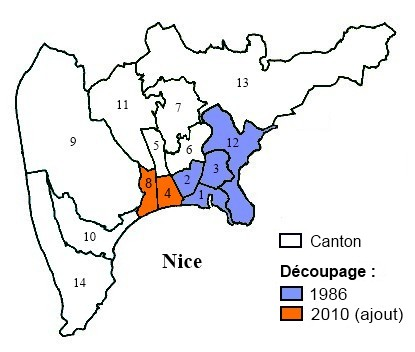
Carte de la circonscription depuis le redécoupage de 1986 (selon le découpage cantonal en vigueur jusqu'en 2014).

La première circonscription des Alpes-Maritimes est créée en 1860 après l'annexion du comté de Nice à la France et correspond alors au territoire des arrondissement de Nice et de Puget-Théniers. Elle perd en 1863, au profit de la deuxième circonscription des Alpes-Maritimes, les cantons de Guillaumes, de Puget-Théniers et de Roquestéron, puis en 1869 le canton de Villars-sur-Var,. La circonscription disparait à partir des élections législatives de 1871 qui se déroulent au scrutin de liste majoritaire départemental. Par la suite et jusqu'en 1958, lors des périodes où à nouveau des circonscriptions au sein des départements sont créées, elles sont nommées à partir du nom de l'arrondissement.
En 1958, la première circonscription des Alpes-Maritimes refait son apparition et regroupe alors déjà le centre-est de la commune de Nice, reprenant en partie le territoire de l'ancienne troisième circonscription de Nice en vigueur de 1928 à 1940. De 1958 à 1986, elle est composée des cantons de Nice-1, Nice-2 et Nice-3 (dont les limites ne sont pas les mêmes qu'aujourd'hui).
À partir de 1986, date du rétablissement du scrutin uninominal majoritaire par circonscription et de la mise en place d'un nouveau découpage électoral, la circonscription inclut les cantons suivants (selon le découpage cantonal en vigueur alors) : Nice-1, Nice-2, Nice-3 et Nice-12. Elle est alors limitée au nord et au nord-ouest par le Paillon, à l'est et au nord-est par la limite communale de Nice, au sud par le bord de mer, et à l'ouest par l'avenue des Phocéens, la place Masséna, l'avenue Jean-Médecin, la ligne ferroviaire Marseille-Vintimille, l'avenue Docteur Robert Moriez, l'avenue des Arènes de Cimiez, l'avenue Ratti, et la rue de la gendarmerie.

### Circonscription actuelle
Le redécoupage des circonscriptions réalisé en 2010, en vigueur à partir des élections législatives de 2012, agrandit les limites de la première circonscription. Ainsi, l'ordonnance n°2009-935 du 29 juillet 2009, votée par le Parlement le 21 janvier 2010, lui ajoute les cantons de Nice-4 et Nice-8 qui appartenaient à la deuxième circonscription des Alpes-Maritimes. La composition cantonale de la circonscription devient donc jusqu'au redécoupage cantonal de 2014 : Nice-1, Nice-2, Nice-3, Nice-4, Nice-8 et Nice-12. Avec le redécoupage cantonal de 2014, les limites de la circonscription n'ont pas varié mais la composition cantonale de la circonscription est devenue la suivante : une partie de Nice-1 (qu'elle partage avec la 5e circonscription), une partie de Nice-4 (qu'elle partage avec les 3e et 5e circonscriptions), une partie de Nice-5 (qu'elle partage avec la 3e circonscription), une partie de Nice-6 (qu'elle partage avec la 3e circonscription), une partie de Nice-7 (qu'elle partage avec la 3e circonscription), une partie de Nice-8 (qu'elle partage avec la 3e circonscription), et Nice-9.

## Description démographique

### Population
En 1999, d'après le recensement général de la population réalisé par l'Insee, la population totale de cette circonscription (selon ses limites en vigueur entre 1986 et 2012) est estimée à 90 639 habitants,, ce qui fait d'elle une circonscription ayant une taille inférieure à 90 % de la moyenne nationale (95 040 habitants). En 2009, l'Insee indique que la population totale de la circonscription atteint 92 122 habitants, et 133 445 habitants si l'on ajoute les deux nouveaux cantons que lui attribue le redécoupage de 2010.
| Année                                                  | Nice-1 | Nice-2 | Nice-3 | Nice-4 | Nice-8 | Nice-12 | Total   |
| ------------------------------------------------------ | ------ | ------ | ------ | ------ | ------ | ------- | ------- |
| 1990 (selon les limites en vigueur entre 1986 et 2012) |        |        |        | -      | -      |         | 92 691  |
| 1999 (selon les limites en vigueur entre 1986 et 2012) | 17 175 | 19 774 | 32 066 | -      | -      | 21 624  | 90 639  |
| 2009 (selon les limites en vigueur à partir de 2012)   | 16 737 | 19 276 | 34 362 | 19 567 | 21 756 | 21 747  | 133 445 |

La population totale de la circonscription est la suivante : 
| 2013    | 2019    | 2021    |
| ------- | ------- | ------- |
| 135 455 | 127 965 | 128 842 |

### Pyramide des âges
| Hommes | Classe d’âge   | Femmes |
| ------ | -------------- | ------ |
| 9,7    | 75 ans et plus | 15,2   |
| 15,3   | 60 à 74 ans    | 17,1   |
| 26,1   | 40 à 59 ans    | 24,7   |
| 26,8   | 20 à 39 ans    | 25,0   |
| 22,1   | 0 à 19 ans     | 18,0   |

## Description historique et politique

### Historique des députations

#### Second Empire
| Législature | Début de mandat | Fin de mandat      | Député | Député              | Tendance             | Observations                                   | Sources |
| ----------- | --------------- | ------------------ | ------ | ------------------- | -------------------- | ---------------------------------------------- | ------- |
| IIe         | 9 décembre 1860 | 7 mai 1863         |        | Louis Lubonis       | Bonapartiste libéral | Élu lors d'une élection législative partielle. | ,       |
| IIIe        | 31 mai 1863     | 1er septembre 1868 |        | Louis Lubonis       | Bonapartiste libéral | Mandat écourté à la suite de sa démission.     | ,       |
| IIIe        | 17 octobre 1868 | 27 avril 1869      |        | François Malausséna | Bonapartiste libéral | Élu lors d'une élection législative partielle. | ,       |
| IVe         | 23 mai 1869     | 4 septembre 1870   |        | François Malausséna | Bonapartiste libéral |                                                | ,       |

La 1re circonscription des Alpes-Maritimes disparaît par la suite sous ce nom et ne réapparaît qu'en 1958.

### Historique des élections

#### Second Empire

##### Élection partielle de 1860
Après l'annexion du comté de Nice à la France, une élection législative partielle est organisée afin de pourvoir le siège de député de la 1re circonscription des Alpes-Maritimes nouvellement créée.
| Candidat       | Candidat       | Tendance             | Premier tour | Premier tour |
| Candidat       | Candidat       | Tendance             | Voix         | %            |
| -------------- | -------------- | -------------------- | ------------ | ------------ |
|                | Louis Lubonis  | Bonapartiste libéral | 11 444       | 71,08        |
|                | Henri Avigdor  | Bonapartiste diss.   | 4 657        | 28,92        |
| Inscrits       | Inscrits       | Inscrits             | 32 372       | 100,00       |
| Abstentions    | Abstentions    | Abstentions          | 16 204       | 50,06        |
| Votants        | Votants        | Votants              | 16 168       | 49,94        |
| Blancs et nuls | Blancs et nuls | Blancs et nuls       | 67           | 0,41         |
| Exprimés       | Exprimés       | Exprimés             | 16 101       | 99,59        |

##### Élections de 1863
Le premier tour des élections législatives françaises de 1863 a eu lieu le dimanche 31 mai 1863.
| Candidat         | Candidat       | Tendance             | Premier tour | Premier tour |
| Candidat         | Candidat       | Tendance             | Voix         | %            |
| ---------------- | -------------- | -------------------- | ------------ | ------------ |
|                  | Louis Lubonis* | Bonapartiste libéral | 16 229       | 100,00       |
| Inscrits         | Inscrits       | Inscrits             | 30 657       | 100,00       |
| Abstentions      | Abstentions    | Abstentions          | 14 339       | 46,77        |
| Votants          | Votants        | Votants              | 16 318       | 53,23        |
| Blancs et nuls   | Blancs et nuls | Blancs et nuls       | 89           | 0,55         |
| Exprimés         | Exprimés       | Exprimés             | 16 229       | 99,45        |
| * député sortant |                |                      |              |              |

##### Élection partielle de 1868
Après la démission de Louis Lubonis, une élection partielle est organisée les 17 et 18 octobre 1868 afin de pourvoir le siège vacant.
| Candidat       | Candidat            | Tendance             | Premier tour | Premier tour |
| Candidat       | Candidat            | Tendance             | Voix         | %            |
| -------------- | ------------------- | -------------------- | ------------ | ------------ |
|                | François Malausséna | Bonapartiste libéral | 23 446       | 100,00       |
| Inscrits       | Inscrits            | Inscrits             | 32 882       | 100,00       |
| Abstentions    | Abstentions         | Abstentions          | 9 402        | 28,59        |
| Votants        | Votants             | Votants              | 23 481       | 71,41        |
| Blancs et nuls | Blancs et nuls      | Blancs et nuls       | 35           | 0,15         |
| Exprimés       | Exprimés            | Exprimés             | 23 446       | 99,85        |

##### Élections de 1869
Le premier tour des élections législatives françaises de 1869 a eu lieu le 24 mai 1869.
| Candidat         | Candidat             | Tendance             | Premier tour | Premier tour |
| Candidat         | Candidat             | Tendance             | Voix         | %            |
| ---------------- | -------------------- | -------------------- | ------------ | ------------ |
|                  | François Malausséna* | Bonapartiste libéral | 24 502       | 100,00       |
| Inscrits         | Inscrits             | Inscrits             | 30 419       | 100,00       |
| Abstentions      | Abstentions          | Abstentions          | 5 832        | 19,17        |
| Votants          | Votants              | Votants              | 24 587       | 80,83        |
| Blancs et nuls   | Blancs et nuls       | Blancs et nuls       | 85           | 0,35         |
| Exprimés         | Exprimés             | Exprimés             | 24 502       | 99,65        |
| * député sortant |                      |                      |              |              |

La 1re circonscription des Alpes-Maritimes disparait par la suite sous ce nom et ne réapparait qu'en 1958.

#### Cinquième République
Voici la liste des résultats des élections législatives dans la circonscription sous la Cinquième République :

##### Élections de 1958
| Candidat       | Candidat            | Parti          | Premier tour | Premier tour | Second tour | Second tour |  |
| Candidat       | Candidat            | Parti          | Voix         | %            | Voix        | %           |  |
| -------------- | ------------------- | -------------- | ------------ | ------------ | ----------- | ----------- |  |
|                | Pierre Pasquini élu | UNR            | 13 113       | 28,32        | 28 628      | 65,72       |  |
|                | Virgile Barel       | PCF            | 12 795       | 27,63        | 14 933      | 34,28       |  |
|                | Raoul Bosio         | Radcent        | 9 248        | 19,97        | Retrait     | Retrait     |  |
|                | Joseph Robaut       | MRP            | 4 612        | 9,96         | Retrait     | Retrait     |  |
|                | Félix Simon         | Radcent        | 4 575        | 9,88         | Retrait     | Retrait     |  |
|                | Henri Carbucci      | SFIO           | 1 283        | 2,77         |             |             |  |
|                | Joseph Depetris     | UFD            | 679          | 1,47         |             |             |  |
|                |                     |                |              |              |             |             |  |
| Inscrits       | Inscrits            | Inscrits       | 58 862       | 100,00       | 58 864      | 100,00      |  |
| Abstentions    | Abstentions         | Abstentions    | 11 544       | 19,61        | 13 615      | 23,13       |  |
| Votants        | Votants             | Votants        | 47 318       | 80,39        | 45 249      | 76,87       |  |
| Blancs et nuls | Blancs et nuls      | Blancs et nuls | 1 013        | 2,14         | 1 688       | 3,73        |  |
| Exprimés       | Exprimés            | Exprimés       | 46 305       | 97,86        | 43 561      | 96,27       |  |

Simone de La Sourdière, assistante sociale, ancienne résistante, était la suppléante de Pierre Pasquini.

##### Élections de 1962
| Candidat       | Candidat                      | Parti          | Premier tour | Premier tour | Second tour | Second tour |  |
| Candidat       | Candidat                      | Parti          | Voix         | %            | Voix        | %           |  |
| -------------- | ----------------------------- | -------------- | ------------ | ------------ | ----------- | ----------- |  |
|                | Pierre Pasquini sortant réélu | UNR-UDT        | 17 938       | 45,18        | 22 015      | 55,25       |  |
|                | Virgile Barel                 | PCF            | 14 739       | 37,13        | 17 828      | 44,75       |  |
|                | Jacques Peyrat                | CNIP           | 3 747        | 9,44         | Retrait     | Retrait     |  |
|                | Jacques Toussaint             | Radcent        | 3 276        | 8,25         | Retrait     | Retrait     |  |
|                | Jacques Bounin                | Extrême gauche | 0            | 0            |             |             |  |
|                |                               |                |              |              |             |             |  |
| Inscrits       | Inscrits                      | Inscrits       | 58 831       | 100,00       | 58 881      | 100,00      |  |
| Abstentions    | Abstentions                   | Abstentions    | 17 886       | 30,4         | 16 812      | 28,55       |  |
| Votants        | Votants                       | Votants        | 40 945       | 69,6         | 42 069      | 71,45       |  |
| Blancs et nuls | Blancs et nuls                | Blancs et nuls | 1 245        | 3,04         | 2 226       | 5,29        |  |
| Exprimés       | Exprimés                      | Exprimés       | 39 700       | 96,96        | 39 843      | 94,71       |  |

Joseph Robaut, directeur commercial, conseiller général du canton de Nice-2, était le suppléant de Pierre Pasquini.

##### Élections de 1967
| Candidat           | Candidat                | Parti                | Premier tour | Premier tour | Second tour | Second tour |  |
| Candidat           | Candidat                | Parti                | Voix         | %            | Voix        | %           |  |
| ------------------ | ----------------------- | -------------------- | ------------ | ------------ | ----------- | ----------- |  |
|                    | Virgile Barel élu       | PCF                  | 18 074       | 37,41        | 26 109      | 51,91       |  |
|                    | Pierre Pasquini sortant | UD-Ve                | 16 389       | 33,92        | 19 813      | 39,39       |  |
|                    | Raoul Bosio             | CD (CR, RR)          | 7 269        | 15,05        | 4 375       | 8,70        |  |
|                    | Henri Verdeil           | FGDS (CIR)           | 5 660        | 11,71        |             |             |  |
|                    | Jean-Pierre Daugreilh   | Extrême droite (REL) | 668          | 1,38         |             |             |  |
|                    | Roger Panetta           | Divers               | 255          | 0,53         |             |             |  |
|                    |                         |                      |              |              |             |             |  |
| Inscrits           | Inscrits                | Inscrits             | 62 083       | 100,00       | 62 081      | 100,00      |  |
| Abstentions        | Abstentions             | Abstentions          | 12 119       | 19,52        | 10 248      | 16,51       |  |
| Votants            | Votants                 | Votants              | 49 964       | 80,48        | 51 833      | 83,49       |  |
| Blancs et nuls     | Blancs et nuls          | Blancs et nuls       | 1 649        | 3,3          | 1 536       | 2,96        |  |
| Exprimés           | Exprimés                | Exprimés             | 48 315       | 96,7         | 50 297      | 97,04       |  |
| Source : Data.gouv |                         |                      |              |              |             |             |  |

Charles Caressa, ouvrier du bâtiment, secrétaire fédéral du PCF, était le suppléant de Virgile Barel.

##### Élections de 1968
| Candidat           | Candidat                    | Parti          | Premier tour | Premier tour | Second tour | Second tour |  |
| Candidat           | Candidat                    | Parti          | Voix         | %            | Voix        | %           |  |
| ------------------ | --------------------------- | -------------- | ------------ | ------------ | ----------- | ----------- |  |
|                    | Virgile Barel sortant réélu | PCF            | 17 536       | 37,35        | 22 750      | 50,28       |  |
|                    | Joseph Robaut               | UDR            | 13 332       | 28,40        | 22 497      | 49,72       |  |
|                    | Robert Pitti-Ferrandi       | CD (PDM)       | 7 144        | 15,22        | Retrait     | Retrait     |  |
|                    | Jacques Toussaint           | RI             | 6 242        | 13,30        | Retrait     | Retrait     |  |
|                    | Pierre Joselet              | PSU            | 2 695        | 5,74         |             |             |  |
|                    |                             |                |              |              |             |             |  |
| Inscrits           | Inscrits                    | Inscrits       | 60 032       | 100,00       | 59 925      | 100,00      |  |
| Abstentions        | Abstentions                 | Abstentions    | 12 277       | 20,45        | 12 378      | 20,66       |  |
| Votants            | Votants                     | Votants        | 47 755       | 79,55        | 47 547      | 79,34       |  |
| Blancs et nuls     | Blancs et nuls              | Blancs et nuls | 806          | 1,69         | 2 300       | 4,84        |  |
| Exprimés           | Exprimés                    | Exprimés       | 46 949       | 98,31        | 45 247      | 95,16       |  |
| Source : Data.gouv |                             |                |              |              |             |             |  |

Charles Caressa était le suppléant de Virgile Barel.

##### Élections de 1973
| Candidat           | Candidat                    | Parti               | Premier tour | Premier tour | Second tour | Second tour |  |
| Candidat           | Candidat                    | Parti               | Voix         | %            | Voix        | %           |  |
| ------------------ | --------------------------- | ------------------- | ------------ | ------------ | ----------- | ----------- |  |
|                    | Virgile Barel sortant réélu | PCF                 | 17 059       | 36,73        | 23 233      | 51,11       |  |
|                    | Joseph Robaut               | UDR (URP)           | 8 736        | 18,81        | 22 224      | 48,89       |  |
|                    | Jean-Marie Ravetta          | MR (CD)             | 6 348        | 13,67        | Retrait     | Retrait     |  |
|                    | Jacques Toussaint           | RI                  | 5 415        | 11,66        |             |             |  |
|                    | Gilbert Accolla             | PS (UGSD)           | 3 949        | 8,50         |             |             |  |
|                    | Paul Ricolfi                | Divers droite       | 1 891        | 4,07         |             |             |  |
|                    | Thierry Guillot-Sestier     | FN                  | 1 253        | 2,70         |             |             |  |
|                    | Marcel Panizzoli            | Divers droite (MSP) | 1 251        | 2,69         |             |             |  |
|                    | Maurice Laure               | LO                  | 539          | 1,16         |             |             |  |
|                    |                             |                     |              |              |             |             |  |
| Inscrits           | Inscrits                    | Inscrits            | 57 759       | 100,00       | 57 767      | 100,00      |  |
| Abstentions        | Abstentions                 | Abstentions         | 9 884        | 17,11        | 9 851       | 17,05       |  |
| Votants            | Votants                     | Votants             | 47 875       | 82,89        | 47 916      | 82,95       |  |
| Blancs et nuls     | Blancs et nuls              | Blancs et nuls      | 1 434        | 3            | 2 459       | 5,13        |  |
| Exprimés           | Exprimés                    | Exprimés            | 46 441       | 97           | 45 457      | 94,87       |  |
| Source : Data.gouv |                             |                     |              |              |             |             |  |

Charles Caressa, conseiller général du canton de Nice-3, était le suppléant de Virgile Barel.

##### Élections de 1978
| Candidat       | Candidat            | Parti              | Premier tour | Premier tour | Second tour | Second tour |  |
| Candidat       | Candidat            | Parti              | Voix         | %            | Voix        | %           |  |
| -------------- | ------------------- | ------------------ | ------------ | ------------ | ----------- | ----------- |  |
|                | Charles Ehrmann élu | UDF (PR)           | 21 163       | 40,15        | 28 889      | 53,57       |  |
|                | Charles Caressa     | PCF                | 15 901       | 30,17        | 25 038      | 46,43       |  |
|                | Gilbert Accolla     | PS (UGSD)          | 7 715        | 14,64        |             |             |  |
|                | Paul Combes         | Divers écologiste  | 3 002        | 5,70         |             |             |  |
|                | Claude Bouttau      | MDD                | 1 542        | 2,93         |             |             |  |
|                | Pierre Martin       | Divers droite (DC) | 1 252        | 2,38         |             |             |  |
|                | Gisèle Alata        | PFN                | 1 022        | 1,94         |             |             |  |
|                | Francine Isoart     | UGP                | 567          | 1,08         |             |             |  |
|                | Paulette Delpont    | LO                 | 547          | 1,04         |             |             |  |
|                |                     |                    |              |              |             |             |  |
| Inscrits       | Inscrits            | Inscrits           | 64 959       | 100,00       | 64 962      | 100,00      |  |
| Abstentions    | Abstentions         | Abstentions        | 11 381       | 17,52        | 9 468       | 14,57       |  |
| Votants        | Votants             | Votants            | 53 578       | 82,48        | 55 494      | 85,43       |  |
| Blancs et nuls | Blancs et nuls      | Blancs et nuls     | 867          | 1,62         | 1 567       | 2,82        |  |
| Exprimés       | Exprimés            | Exprimés           | 52 711       | 98,38        | 53 927      | 97,18       |  |

Gaston Robaut, cadre, conseiller général du canton de Nice-2, adjoint au maire de Nice, était suppléant de Charles Ehrmann.

##### Élections de 1981
| Candidat              | Candidat                | Parti             | Premier tour | Premier tour | Second tour | Second tour |  |
| Candidat              | Candidat                | Parti             | Voix         | %            | Voix        | %           |  |
| --------------------- | ----------------------- | ----------------- | ------------ | ------------ | ----------- | ----------- |  |
|                       | Charles Ehrmann sortant | UDF (PR)          | 20 100       | 44,27        | 23 174      | 47,55       |  |
|                       | Max Gallo élu           | PS                | 13 837       | 30,47        | 25 563      | 52,45       |  |
|                       | Charles Caressa         | PCF               | 10 176       | 22,41        | Retrait     | Retrait     |  |
|                       | Gisèle Alata            | PFN               | 803          | 1,77         |             |             |  |
|                       | Georges Campioni        | Divers écologiste | 263          | 0,58         |             |             |  |
|                       | Michelle Mazoutier      | MRG               | 229          | 0,50         |             |             |  |
|                       |                         |                   |              |              |             |             |  |
| Inscrits              | Inscrits                | Inscrits          | 65 579       | 100,00       | 65 581      | 100,00      |  |
| Abstentions           | Abstentions             | Abstentions       | 19 566       | 29,84        | 16 117      | 24,58       |  |
| Votants               | Votants                 | Votants           | 46 013       | 70,16        | 49 464      | 75,42       |  |
| Blancs et nuls        | Blancs et nuls          | Blancs et nuls    | 605          | 1,31         | 727         | 1,47        |  |
| Exprimés              | Exprimés                | Exprimés          | 45 408       | 98,69        | 48 737      | 98,53       |  |
| Source : Data.gouv.fr |                         |                   |              |              |             |             |  |

Francis Giolitti, technicien PTT, était le suppléant de Max Gallo. Francis Giolitti remplaça Max Gallo, nommé membre du gouvernement, du 23 avril 1983 au 1er avril 1986.

##### Élections de 1988
| Candidat         | Candidat                      | Parti          | Premier tour | Premier tour | Second tour | Second tour |  |
| Candidat         | Candidat                      | Parti          | Voix         | %            | Voix        | %           |  |
| ---------------- | ----------------------------- | -------------- | ------------ | ------------ | ----------- | ----------- |  |
|                  | Charles Ehrmann sortant réélu | UDF (PR) (URC) | 16 483       | 40,99        | 25 045      | 57,37       |  |
|                  | Richard Pogliano              | PS (MRG)       | 9 136        | 22,72        | 18 610      | 42,63       |  |
|                  | Jean-Pierre Gost              | FN             | 7 289        | 18,12        |             |             |  |
|                  | Charles Caressa               | PCF            | 5 044        | 12,54        |             |             |  |
|                  | Jacques Randon                | Divers gauche  | 2 265        | 5,63         |             |             |  |
|                  |                               |                |              |              |             |             |  |
| Inscrits         | Inscrits                      | Inscrits       | 66 203       | 100,00       | 66 204      | 100,00      |  |
| Abstentions      | Abstentions                   | Abstentions    | 25 299       | 38,21        | 21 300      | 32,17       |  |
| Votants          | Votants                       | Votants        | 40 904       | 61,79        | 44 904      | 67,83       |  |
| Blancs et nuls   | Blancs et nuls                | Blancs et nuls | 687          | 1,68         | 1 249       | 2,78        |  |
| Exprimés         | Exprimés                      | Exprimés       | 40 217       | 98,32        | 43 655      | 97,22       |  |
| Source : Gallica |                               |                |              |              |             |             |  |

Jean-Claude Pastorelli, directeur de société, conseiller général du canton de Nice-12, était suppléant de Charles Ehrmann.

##### Élections de 1993
| Candidat       | Candidat                      | Parti          | Premier tour | Premier tour | Second tour | Second tour |  |
| Candidat       | Candidat                      | Parti          | Voix         | %            | Voix        | %           |  |
| -------------- | ----------------------------- | -------------- | ------------ | ------------ | ----------- | ----------- |  |
|                | Charles Ehrmann sortant réélu | UDF (PR)       | 13 667       | 35,69        | 21 491      | 62,09       |  |
|                | Jean-Pierre Gost              | FN             | 10 071       | 26,30        | 13 120      | 37,91       |  |
|                | Charles Caressa               | PCF            | 4 572        | 11,94        |             |             |  |
|                | Joseph Ciccolini              | MRG (ADFP)     | 4 432        | 11,57        |             |             |  |
|                | Ghislain Nicaise              | GÉ (EÉ)        | 2 242        | 5,85         |             |             |  |
|                | Michèle Beaune                | LT-LNÉ         | 1 096        | 2,86         |             |             |  |
|                | Jean-Marc Governatori         | Divers droite  | 1 030        | 2,69         |             |             |  |
|                | Joël Cristofari               | SÉGA           | 549          | 1,43         |             |             |  |
|                | Benoit Anne                   | Divers droite  | 312          | 0,81         |             |             |  |
|                | Pierre Ducher                 | AP             | 129          | 0,34         |             |             |  |
|                | Yannick Gautier               | PLN            | 122          | 0,32         |             |             |  |
|                | Mathis Bortner                | Extrême droite | 74           | 0,19         |             |             |  |
|                |                               |                |              |              |             |             |  |
| Inscrits       | Inscrits                      | Inscrits       | 64 230       | 100,00       | 64 240      | 100,00      |  |
| Abstentions    | Abstentions                   | Abstentions    | 24 552       | 38,23        | 25 190      | 39,21       |  |
| Votants        | Votants                       | Votants        | 39 678       | 61,77        | 39 050      | 60,79       |  |
| Blancs et nuls | Blancs et nuls                | Blancs et nuls | 1 382        | 3,48         | 4 439       | 11,37       |  |
| Exprimés       | Exprimés                      | Exprimés       | 38 296       | 96,52        | 34 611      | 88,63       |  |

Jean Icart, conseiller général du canton de Nice-3 était le suppléant de Charles Ehrmann.

##### Élections de 1997
| Candidat       | Candidat                      | Parti          | Premier tour | Premier tour | Second tour | Second tour |  |
| Candidat       | Candidat                      | Parti          | Voix         | %            | Voix        | %           |  |
| -------------- | ----------------------------- | -------------- | ------------ | ------------ | ----------- | ----------- |  |
|                | Jean-Pierre Gost              | FN             | 8 792        | 25,89        | 11 136      | 36,52       |  |
|                | Charles Ehrmann sortant réélu | UDF (PR)       | 7 846        | 23,10        | 19 360      | 63,48       |  |
|                | Patrick Allemand              | PS             | 6 719        | 19,78        |             |             |  |
|                | Jacques Victor                | PCF            | 3 410        | 10,04        |             |             |  |
|                | Jean-Marc Governatori         | Divers droite  | 1 560        | 4,59         |             |             |  |
|                | Jean Icart                    | diss. UDF      | 1 513        | 4,45         |             |             |  |
|                | Joël Rigolat                  | GÉ             | 772          | 2,27         |             |             |  |
|                | Emmanuel Guillon              | LDI (MPF)      | 721          | 2,12         |             |             |  |
|                | Nicole Schligler              | LO             | 586          | 1,73         |             |             |  |
|                | Anna Cangémi                  | MÉI            | 553          | 1,63         |             |             |  |
|                | Joëlle Vailly                 | CAP            | 455          | 1,34         |             |             |  |
|                | Michel Cotta                  | Régionaliste   | 318          | 0,94         |             |             |  |
|                | Isabelle Sacoman              | LT-LNÉ         | 232          | 0,68         |             |             |  |
|                | Yvon Grinda                   | MDC            | 212          | 0,62         |             |             |  |
|                | Jean Noble                    | Divers gauche  | 165          | 0,49         |             |             |  |
|                | Roland Jourdan                | Extrême droite | 108          | 0,32         |             |             |  |
|                |                               |                |              |              |             |             |  |
| Inscrits       | Inscrits                      | Inscrits       | 61 746       | 100,00       | 61 747      | 100,00      |  |
| Abstentions    | Abstentions                   | Abstentions    | 26 507       | 42,93        | 26 156      | 42,36       |  |
| Votants        | Votants                       | Votants        | 35 239       | 57,07        | 35 591      | 57,64       |  |
| Blancs et nuls | Blancs et nuls                | Blancs et nuls | 1 277        | 3,62         | 5 095       | 14,32       |  |
| Exprimés       | Exprimés                      | Exprimés       | 33 962       | 96,38        | 30 496      | 85,68       |  |

Le suppléant de Charles Ehrmann était Jérôme Rivière.

##### Élections de 2002
| Candidat       | Candidat               | Parti            | Premier tour | Premier tour | Second tour | Second tour |  |
| Candidat       | Candidat               | Parti            | Voix         | %            | Voix        | %           |  |
| -------------- | ---------------------- | ---------------- | ------------ | ------------ | ----------- | ----------- |  |
|                | Jérôme Rivière élu     | UMP              | 9 015        | 26,57        | 17 303      | 58,14       |  |
|                | Patrick Allemand       | PS               | 8 827        | 26,02        | 12 458      | 41,86       |  |
|                | Pierre Argentieri      | FN               | 7 691        | 22,67        |             |             |  |
|                | Gilbert Stellardo      | Divers droite    | 4 110        | 12,11        |             |             |  |
|                | Jacques Victor         | PCF              | 1 373        | 4,05         |             |             |  |
|                | Jean-Auguste Icart     | Divers droite    | 960          | 2,83         |             |             |  |
|                | Patrick Nguyen Van Gam | Divers           | 267          | 0,79         |             |             |  |
|                | Michel François        | MÉI              | 262          | 0,77         |             |             |  |
|                | Virginie Heim          | MNR              | 260          | 0,77         |             |             |  |
|                | Roberte Huet           | Pôle républicain | 211          | 0,62         |             |             |  |
|                | Joël Rigolat           | GÉ               | 193          | 0,57         |             |             |  |
|                | Olivier Sillam         | LCR              | 190          | 0,56         |             |             |  |
|                | Christophe Ricerchi    | COM              | 158          | 0,47         |             |             |  |
|                | Nicole Schligler       | LO               | 141          | 0,42         |             |             |  |
|                | Bernadette Bouchard    | Extrême gauche   | 119          | 0,35         |             |             |  |
|                | Danielle Lisbona       | CNIP             | 87           | 0,26         |             |             |  |
|                | Raymond Bellone        | Divers           | 65           | 0,19         |             |             |  |
|                | Jean-Marc Governatori  | Divers droite    | 1            | 0,00         |             |             |  |
|                | Alain Gilabert         | Divers           | 0            | 0,00         |             |             |  |
|                |                        |                  |              |              |             |             |  |
| Inscrits       | Inscrits               | Inscrits         | 61 562       | 100,00       | 61 563      | 100,00      |  |
| Abstentions    | Abstentions            | Abstentions      | 27 075       | 43,98        | 30 200      | 49,06       |  |
| Votants        | Votants                | Votants          | 34 487       | 56,02        | 31 363      | 50,94       |  |
| Blancs et nuls | Blancs et nuls         | Blancs et nuls   | 557          | 1,62         | 1 602       | 5,11        |  |
| Exprimés       | Exprimés               | Exprimés         | 33 930       | 98,38        | 29 761      | 94,89       |  |

Le suppléant de Jérôme Rivière était Charles Ehrmann.

##### Élections de 2007
| Candidat       | Candidat               | Parti               | Premier tour | Premier tour | Second tour | Second tour |  |
| Candidat       | Candidat               | Parti               | Voix         | %            | Voix        | %           |  |
| -------------- | ---------------------- | ------------------- | ------------ | ------------ | ----------- | ----------- |  |
|                | Éric Ciotti élu        | UMP                 | 15 017       | 44,56        | 18 365      | 60,92       |  |
|                | Patrick Allemand       | PS                  | 7 870        | 23,35        | 11 780      | 39,08       |  |
|                | Jérôme Rivière sortant | Divers droite       | 3 315        | 9,84         |             |             |  |
|                | Rémy François          | FN                  | 1 977        | 5,87         |             |             |  |
|                | Hervé Caël             | UDF–MoDem           | 1 530        | 4,54         |             |             |  |
|                | Robert Injey           | PCF                 | 1 062        | 3,15         |             |             |  |
|                | Philippe Vardon        | BI                  | 773          | 2,29         |             |             |  |
|                | Mounia Ferrière        | Les Verts           | 474          | 1,41         |             |             |  |
|                | Michel François        | MÉI                 | 404          | 1,20         |             |             |  |
|                | Danielle Lisbona       | Divers droite       | 332          | 0,99         |             |             |  |
|                | Christophe Ricerchi    | COM                 | 292          | 0,87         |             |             |  |
|                | Ambre Gomez            | Extrême gauche (GA) | 265          | 0,79         |             |             |  |
|                | Jean-Marc Governatori  | Divers              | 248          | 0,74         |             |             |  |
|                | Agnès Benkemoun        | LO                  | 142          | 0,42         |             |             |  |
|                |                        |                     |              |              |             |             |  |
| Inscrits       | Inscrits               | Inscrits            | 58 304       | 100,00       | 58 292      | 100,00      |  |
| Abstentions    | Abstentions            | Abstentions         | 24 217       | 41,54        | 27 350      | 46,92       |  |
| Votants        | Votants                | Votants             | 34 087       | 58,46        | 30 942      | 53,08       |  |
| Blancs et nuls | Blancs et nuls         | Blancs et nuls      | 386          | 1,13         | 797         | 2,58        |  |
| Exprimés       | Exprimés               | Exprimés            | 33 701       | 98,87        | 30 145      | 97,42       |  |

La suppléante d'Eric Ciotti était Andrée Nègre, gynécologue-obstétricienne, conseillère municipale de Nice.

##### Élections de 2012
| Candidat       | Candidat                  | Parti                                | Premier tour | Premier tour | Second tour | Second tour |  |
| Candidat       | Candidat                  | Parti                                | Voix         | %            | Voix        | %           |  |
| -------------- | ------------------------- | ------------------------------------ | ------------ | ------------ | ----------- | ----------- |  |
|                | Éric Ciotti sortant réélu | UMP                                  | 19 971       | 43,89        | 25 473      | 60,73       |  |
|                | Patrick Allemand          | PS (EÉLV)                            | 13 048       | 28,68        | 16 473      | 39,27       |  |
|                | Jacques Peyrat            | ER (UPN, FN, NR, RPF, URP)           | 7 351        | 16,16        |             |             |  |
|                | Robert Injey              | FG (PCF)                             | 2 083        | 4,58         |             |             |  |
|                | Christian Razeau          | CpF (MoDem)                          | 649          | 1,43         |             |             |  |
|                | Pierre Argentieri         | PDF                                  | 503          | 1,11         |             |             |  |
|                | Maryse Ullmann            | MHAN                                 | 498          | 1,09         |             |             |  |
|                | Jean-Marc Governatori     | AÉI                                  | 324          | 0,71         |             |             |  |
|                | Loïc Fortuit              | SÉGA-NPA (GA, ALT)                   | 303          | 0,67         |             |             |  |
|                | Jean-Paul Belhadi         | DLR                                  | 239          | 0,53         |             |             |  |
|                | Michel Cotta              | Extrême droite (Ligue Républicaine)  | 214          | 0,47         |             |             |  |
|                | Christophe Ricerchi       | COM                                  | 135          | 0,30         |             |             |  |
|                | Agnès Benkemoun           | LO                                   | 86           | 0,19         |             |             |  |
|                | Alix Horsch-Filippi       | FC (PO)                              | 82           | 0,18         |             |             |  |
|                | Jean-Pierre Gastaud       | Divers (Valeurs et idées citoyennes) | 16           | 0,04         |             |             |  |
|                |                           |                                      |              |              |             |             |  |
| Inscrits       | Inscrits                  | Inscrits                             | 82 287       | 100,00       | 82 287      | 100,00      |  |
| Abstentions    | Abstentions               | Abstentions                          | 36 276       | 44,08        | 38 973      | 47,36       |  |
| Votants        | Votants                   | Votants                              | 46 011       | 55,92        | 43 314      | 52,64       |  |
| Blancs et nuls | Blancs et nuls            | Blancs et nuls                       | 509          | 1,11         | 1 368       | 3,16        |  |
| Exprimés       | Exprimés                  | Exprimés                             | 45 502       | 98,89        | 41 946      | 96,84       |  |

Le suppléant d'Eric Ciotti était Auguste Vérola, adjoint au maire de Nice.

##### Élections de 2017
Les élections législatives françaises de 2017 ont eu lieu les dimanches 11 et 18 juin 2017.
| Candidat         | Candidat                   | Parti               | Premier tour | Premier tour | Second tour | Second tour |
| Candidat         | Candidat                   | Parti               | Voix         | %            | Voix        | %           |
| ---------------- | -------------------------- | ------------------- | ------------ | ------------ | ----------- | ----------- |
|                  | Éric Ciotti*               | LR-UDI              | 13 630       | 35,00        | 19 888      | 56,21       |
|                  | Caroline Reverso-Meinietti | LREM                | 12 599       | 32,35        | 15 493      | 43,79       |
|                  | Jean-Pierre Daugreilh      | FN                  | 4 865        | 12,49        |             |             |
|                  | Robert Injey               | LFI-PCF             | 4 116        | 10,57        |             |             |
|                  | Yann Librati               | PS                  | 1 229        | 3,16         |             |             |
|                  | Christian Razeau           | MEI-LT-MHAN         | 912          | 2,34         |             |             |
|                  | Moussa Ba                  | AEI                 | 388          | 1,00         |             |             |
|                  | Thomas Calvifiori          | DLF                 | 300          | 0,77         |             |             |
|                  | Sophie Taam                | Parti du vote blanc | 217          | 0,56         |             |             |
|                  | Éric Boizet                | UPR                 | 216          | 0,55         |             |             |
|                  | Agnès Benkemoun            | LO                  | 200          | 0,51         |             |             |
|                  | Michel Cotta               | CNIP                | 197          | 0,51         |             |             |
|                  | Diane Médus                | MdP                 | 75           | 0,19         |             |             |
| Inscrits         | Inscrits                   | Inscrits            | 80 466       | 100,00       | 80 469      | 100,00      |
| Abstentions      | Abstentions                | Abstentions         | 41 029       | 50,99        | 43 183      | 53,66       |
| Votants          | Votants                    | Votants             | 39 437       | 49,01        | 37 286      | 46,34       |
| Blancs et nuls   | Blancs et nuls             | Blancs et nuls      | 493          | 1,25         | 1 905       | 5,11        |
| Exprimés         | Exprimés                   | Exprimés            | 38 944       | 98,75        | 35 381      | 94,89       |
| * député sortant |                            |                     |              |              |             |             |

Le suppléant d'Eric Ciotti était Auguste Vérola, adjoint au maire de Nice.

##### Élections de 2022
Les élections législatives françaises de 2022 ont eu lieu les dimanches 12 et 19 juin 2022.
| Candidat                 | Candidat                         | Parti et coalition       | Nuance                   | Premier tour | Premier tour | Second tour | Second tour |
| Candidat                 | Candidat                         | Parti et coalition       | Nuance                   | Voix         | %            | Voix        | %           |
| ------------------------ | -------------------------------- | ------------------------ | ------------------------ | ------------ | ------------ | ----------- | ----------- |
|                          | Éric Ciotti                      | LR (UDC)                 | LR                       | 11 271       | 31,70        | 17 737      | 56,33       |
|                          | Graig Monetti                    | LREM (ENS)               | ENS                      | 9 215        | 25,92        | 13 751      | 43,67       |
|                          | Anne-Laure Chaintron             | LFI (NUPES)              | NUP                      | 7 260        | 20,42        |             |             |
|                          | Muriel Vitetti                   | RN                       | RN                       | 4 729        | 13,30        |             |             |
|                          | Christian Razeau                 | MHAN (TUPV)              | ECO                      | 911          | 2,56         |             |             |
|                          | Sylvie Zakrzewski                | LP (UPF)                 | DSV                      | 570          | 1,60         |             |             |
|                          | Kenza Athanasopoulos             | PP                       | DVG                      | 546          | 1,54         |             |             |
|                          | Loïc Lalande                     | PA                       | ECO                      | 444          | 1,25         |             |             |
|                          | Lalla-Chama Gabrielle Ben Moulay | EAC                      | ECO                      | 332          | 0,93         |             |             |
|                          | Florent Imbert                   | LO                       | DXG                      | 192          | 0,54         |             |             |
|                          | Chantal Beaudet                  | DG                       | DIV                      | 87           | 0,24         |             |             |
|                          | Nathalie Dloussky                | SE                       | DIV                      | 1            | 0,00         |             |             |
|                          |                                  |                          |                          |              |              |             |             |
| Votes valides            | Votes valides                    | Votes valides            | Votes valides            | 35 558       | 97,38        | 31 488      | 92,66       |
| Votes blancs             | Votes blancs                     | Votes blancs             | Votes blancs             | 311          | 0,85         | 1 840       | 5,41        |
| Votes nuls               | Votes nuls                       | Votes nuls               | Votes nuls               | 647          | 1,77         | 655         | 1,93        |
| Total                    | Total                            | Total                    | Total                    | 36 516       | 100          | 33 983      | 100         |
| Abstention               | Abstention                       | Abstention               | Abstention               | 45 791       | 55,63        | 48 326      | 58,71       |
| Inscrits / participation | Inscrits / participation         | Inscrits / participation | Inscrits / participation | 82 307       | 44,37        | 82 309      | 41,29       |

Le suppléant d'Eric Ciotti était Auguste Vérola.

##### Elections de 2024
Sondage dans la 1re circonscription des Alpes-Maritimes
Premier tour
| Sondeur | Date | Échantillon | LO       | LFI (NFP) | HOR (ENS) | ÉAC        | LR            | RAD (RN) | DIV   | REG         |
| Sondeur | Date | Échantillon | Langouet | Salerno   | Monetti   | Ben Moulay | Vanier-Guérin | Ciotti   | Bovis | Wahid Spach |
| ------- | ---- | ----------- | -------- | --------- | --------- | ---------- | ------------- | -------- | ----- | ----------- |
| Sondeur | Date | Échantillon |          |           |           |            |               |          |       |             |
|         | NC   | NC          | 0,5 %    | 26 %      | 22 %      | 3 %        | 5,5 %         | 42 %     | 0,5 % | 0,5 %       |

Second tour
| Sondeur | Date | Échantillon | LFI (NFP) | HOR (ENS) | RAD (RN) |
| Sondeur | Date | Échantillon | Salerno   | Monetti   | Ciotti   |
| ------- | ---- | ----------- | --------- | --------- | -------- |
| Sondeur | Date | Échantillon |           |           |          |
| Ifop    | NC   | NC          | 27 %      | 27 %      | 46 %     |
| Ifop    | NC   | NC          | 40 %      | -         | 60 %     |

| Candidat                 | Candidat                 | Parti et coalition       | Nuance                   | Premier tour | Premier tour | Second tour | Second tour |
| Candidat                 | Candidat                 | Parti et coalition       | Nuance                   | Voix         | %            | Voix        | %           |
| ------------------------ | ------------------------ | ------------------------ | ------------------------ | ------------ | ------------ | ----------- | ----------- |
|                          | Éric Ciotti              | RAD (RN)                 | UXD                      | 20 809       | 41,04        | 22 585      | 45,14       |
|                          | Olivier Salerno          | LFI (NFP)                | UG                       | 13 499       | 26,62        | 16 077      | 32,13       |
|                          | Graig Monetti            | HOR (ENS)                | ENS                      | 11 558       | 22,79        | 11 374      | 22,73       |
|                          | Virgile Vanier-Guérin    | LR (UDC)                 | LR                       | 2 933        | 5,78         |             |             |
|                          | Lalla Chama Ben Moulay   | ÉAC                      | ECO                      | 1 427        | 2,81         |             |             |
|                          | Alain Langouet           | LO                       | EXG                      | 313          | 0,62         |             |             |
|                          | Jean-Claude Wahid Spach  | DG (CC)                  | REG                      | 136          | 0,27         |             |             |
|                          | Maxime Bovis             | SE                       | DIV                      | 34           | 0,07         |             |             |
|                          |                          |                          |                          |              |              |             |             |
| Votes valides            | Votes valides            | Votes valides            | Votes valides            | 50 709       | 98,01        | 50 036      | 97,72       |
| Votes blancs             | Votes blancs             | Votes blancs             | Votes blancs             | 667          | 1,29         | 839         | 1,64        |
| Votes nuls               | Votes nuls               | Votes nuls               | Votes nuls               | 362          | 0,70         | 327         | 0,64        |
| Total                    | Total                    | Total                    | Total                    | 51 738       | 100          | 51 202      | 100         |
| Abstention               | Abstention               | Abstention               | Abstention               | 30 141       | 36,81        | 30 681      | 37,47       |
| Inscrits / participation | Inscrits / participation | Inscrits / participation | Inscrits / participation | 81 879       | 63,19        | 81 883      | 62,53       |

Le suppléant d'Eric Ciotti est Patrick Baqué, chirurgien à Nice, doyen honoraire de la Faculté de Médecine.

###### Élections européennes de 2024
Pour rappel : dans la première des neuf circonscriptions des  Alpes-Maritimes, les élections législatives de 2024 se déroulent dans le contexte du résultat aux élections européennes suivant : 
- Rassemblement national (Extrême droite - ID) : 12 300 (29,93 %)
- Renaissance (Centristes et libéraux) : 5 483 (13,34 %)
- Place publique - Parti socialiste (Sociaux-démocrates) : 4 824 (11,74 %)
- La France insoumise (Gauche radicale) : 4 787 (11,65 %)
- Les Républicains (Conservateurs) : 4 006 (9,75 %)